# Станіслав Іраклій Любомирський
Станіслав Іраклій Любомирський, Станіслав Геракліуш Любомирський (пол. Stanisław Herakliusz Lubomirski, 1642 — 17 січня 1702) — державний та військовий діяч, поет, драматург часів Речі Посполитої. Представгик магнатського роду Любомирських гербу Дружина.

## Життєпис
Син Єжи-Себастьяна Любомирського, гетьмана коронного польного, і його першої дружини Констанції Ліґензи.
Здобув домашню освіту. Завдяки родинним зв'язкам зробив гарну кар'єру. У 1655—1660 роках брав участь у війні проти Швеції. Він брав участь разом з батьком в облозі Торуні в 1658 році. Відмовився взяти участь у рокоші батька 1665 року. Із 1667 року є постійним послом сейму. У 1668 році марно намагався переконати короля Яна II Казимира не зрікатися трону.
У 1669 році став підстольником великим коронним, був обраний маршалком елекційного Варшавського сейму. У 1670 році стає маршалком Варшавського сейму. У 1673 році підтримав Яна Собеського у боротьбі за королівську владу. У 1673 році отримує посаду надвірного маршалка коронного. У 1676 році призначається маршалком великим коронним та старостою спиським. У роки 1676—1679 роках звів власну резиденцію у Пулаві. У 1691 році заснував у передмісті Варшави монастир і церкву бернардинів (Чернякі), які стали родинною усипальницею.
Помер в Уяздуві (тоді передмістя Варшави) 17 січня 1702 року. Був похований в черняківському костелі, у заповіті вказав, що церемонія має бути скромною.

### Творчість
С. І. Любомирський є автором трактату «Про стилі, або способи говорити і писати» (який є частиною циклу «Бесід Артаксеркса і Евандра», 1683 рік).
У доробку Любомирського також є пасторальні комедії «Ерміда, або Королева пастушок» (1664 рік) — у віршах, «Комедія про Дон-Альварес» — у прозі. У них поряд з мотивами, почерпнутими в популярних на той час західноєвропейських новелах, іноді вводяться польські побутові елементи.

### Сім'я
Перша дружина — Зофія Опалінська діти:
- Ельжбета Гелена Сенявська — улюблениця батька

Друга дружина — Ельжбета Денгофф (†1702, похована у парафіяльному костелі Ланьцута), діти:
- Теодор — краківський воєвода, австрійський фельдмаршалок, списький староста
- Францішек — генерал, вчинив самогубство
- Юзеф — чернігівський воєвода.